# Somogyszobi VSE
A SVSE a Somogyszobi Vasutas Sport Egyesület labdarúgócsapata.

## A csapat története
A labdarúgó egyesületet 1939-ben, a MÁV dolgozói és tisztviselői alapították meg. A vasútállomással szemben készült el a labdarúgópálya. Kezdetben az állomáson volt az öltöző, később viszont a közmunkásoknak köszönhetően a pálya mellé épült az új öltöző.
A játékosok többségét vasúti dolgozók tették ki, ezért lett a csapat neve: Somogyszobi Vasutas Sport Egyesület.
1970-ben át kellett helyezni a pályát, ekkor került kialakításra a jelenlegi pálya a Sport utcában. 
1997-ben pedig az önkormányzat és a sportbarátok segítségével megépült az új pálya mellé az új öltöző is.

### Csapat szereplése a bajnokságban
Kezdetben sokáig a járási bajnokságban szerepelt a csapat, majd a MÁV támogatásával feljutott a megyei I. osztályú bajnokságba. Somogyszob labdarúgásának fénykorát jelentették ezek az évek. Majd 1964-ben a csapat kiesett a megyei I. osztályból és 10 éven át a járási bajnokságban szerepelt. 1976-ban újra a megyei I. osztályban szerepelt a csapat, majd ezután a megyei II. osztályban. 1991-ben harmadik alkalommal vissza tudott jutni a megyei I. osztályba. Rövid ideig tartó szereplés után a folytatás a megyei másodosztályba, majd a rossz szereplés miatt 1999-ben a megyei III. osztályba folytatta tevékenységét a csapat. 2009-ben a sok munka meghozta gyümölcsét, az SVSE felkerült a megyei II. osztályba.

## A csapat jelenleg
A megfiatalodott együttes 2009 óta a megyei II. osztályban szerepel. Az átigazolási időszakban egy jó képességű, magasabb osztályban is bizonyított edző érkezett a csapathoz. Vele együtt jött több magasabb osztálybeli játékos is.
A felkészülési időszakban jól szerepelt a csapat, és jó előjelekkel nézett a bajnokság kezdetére. Azonban "a puding próbája az evés", ami itt is bebizonyosodott. A bajnoki mérkőzéseken már nem úgy szerepelt a csapat, mint elvárták. A lelkes szurkolótábor egyre halkabban drukkolt az idő múlásával a mérkőzéseken. Az igazi szurkolók mégis kitartottak, a sikertelenségek ellenére is. 
Az ötödik forduló után az edző lelkesedése is elszállt, a csapatot elhagyta, így új edző után kellett nézni, aki a csapatból került ki. 
Az őszi szezonban a csapat rapszodikusan szerepelt.

## Baráti Kör
A megyei III. osztályban való sikeres szereplés hatására megalakult a Baráti Kör, ami anyagiakban próbálja támogatni a csapatot a magasabb osztályban való szereplés során. Mivel az Önkormányzat csak részben tudja segíteni a labdarúgókat, nagy szükség van a Baráti Körre. Jelenleg[mikor?] a Baráti Kör 35 fővel rendelkezik.

## A csapat színei
A csapat színei a település színeivel lett megegyező, piros-fekete.